# فرودگاه اسپا-لا سووینیر
فرودگاه اسپا-لا سووینیر (به انگلیسی: Spa-La Sauvenière Airport) (به زبان بومی: Aérodrome de Spa-La Sauvenière) یک فرودگاه خصوصی است که یک باند فرود آسفالت دارد و طول باند آن ۷۹۲ متر است. این فرودگاه در شهر سپه (بلژیک) کشور بلژیک قرار دارد و در ارتفاع ۴۸۲ متری از سطح دریا واقع شده است.